# Brahînți, Varva
Brahînți (în ucraineană Брагинці) este o comună în raionul Varva, regiunea Cernihiv, Ucraina, formată numai din satul de reședință.

## Demografie
Componența lingvistică a comunei Brahînți
     Ucraineană (97,92%)
     Rusă (1,04%)
     Alte limbi (1,04%)
Conform recensământului din 2001, majoritatea populației comunei Brahînți era vorbitoare de ucraineană (97,92%), existând în minoritate și vorbitori de rusă (1,04%).